# Сем Левінсон
Семюел Левінсон (нар. 8 січня 1985) — американський режисер та актор, син лауреата премії «Оскар» режисера Баррі Левінсона . У 2010 році отримав свою першу нагороду як співавтор комедійного бойовика «Операція: Фінал». Наступного року відбувся його режисерський дебют у фільмі «Ще один щасливий день» (2011), прем'єра якого відбулася на кінофестивалі «Санденс» . Потім отримав замовлення на сценарій для телевізійного фільму HBO свого батька «Маестро брехні» (2017). Він продовжив сценарії та режисуру повнометражних фільмів «Нація вбивць» (2018) та «Малькольм і Марі» (2021).
У 2019 році Левінсон створив підлітковий драматичний серіал HBO «Ейфорія», адаптований із однойменного ізраїльського серіалу . Серіал став популярним серед глядачів, отримавши значну критику та суперечки через відвертий вміст, що стосується підлітків, зокрема демонстрація підліткової сексуальності. У 2023 році створив серіал HBO Ідол, який викликав суперечки та негативні відгуки.

## Ранній життєпис
Левінсон народився 8 січня 1985 року в родині Даяни Роудс, художника-постановника для телереклами, та режисера Баррі Левінсона. Його батько походить з єврейської родини. Сем Левінсон чотири роки вивчав акторську майстерність . У нього є брат Джек Левінсон, який також є актором, і двоє зведених братів та сестер, Мішель і Патрік, від першого шлюбу його матері.

## Кар'єра
Семюел Левінсон дебютував як актор у фантастичній комедії свого батька, режисера Баррі Левінсона «Іграшки» 1992 року, разом зі своїм братом Джеком. Він продовжував зніматися у фільмах свого батька, таких як комедійна драма « Бандити» (2001) і сатирична комедія «Що тут сталося» (2008). У 2009 році знявся у фільмі Уве Болла «Стоїк». У 2011 році на кінофестивалі «Санденс» відбулася прем'єра його режисерського дебюту Левінсона «Родичі», де Еллен Баркін зіграла головну роль. Незважаючи на негативні відгуки про фільм, він отримав нагороду Волдо Солта за найкращий сценарий .
Левінсон став співавтором сценарію телевізійного фільму «Маестро брехні» 2017 року, який зняв його батько Баррі Левінсон. Фільм присвячений Бернарду Мейдоффу, якого грає Роберт Де Ніро. Левінсон написав сценарій і режисер фільму «Нація вбивць», прем'єра якого відбулася на кінофестивалі «Санденс» у 2018 році, отримавши неоднозначні відгуки критиків. Вони хвалили його «несамовитий і візуально стильний» екшен, але критикували тонко прописані персонажі. У червні 2019 року Левінсон створив телевізійний драматичний серіал HBO «Ейфорія» на основі однойменного ізраїльського серіалу (іврит: אופוריה‎). Серіал отримав як похвалу, так і критику за режисуру, сценарій та акторську гру. Цей проєкт сумно відомий своїм натуральним та відвертим зображенням сучасних підлітків, які борються з наркоманією та сексуальністю.
У 2020 році Сем Левінсон написав сценарій і зняв фільм «Малькольм і Марі», де він возз'єднався з зіркою «Ейфорії» Зендеєю, який був розповсюджений Netflix у лютому 2021 року. Фільм був погано сприйнятий критиками. Айша Гарріс з NPR написала: «Усе, що залишилося, — це два персонажі, незграбно відтворені як посудини для дивних розмов режисера щодо його власної особистості та ремесла». Ширлі Лі з The Atlantic описала фільм просто написавши: «Малкольм і Марі — це не мистецтво». Це крах…" Левінсон був співавтором сценарію психологічного еротичного трилера «Глибокі води» (2022), заснованого на однойменному романі Патриції Гайсміт 1957 року. Фільм дебютував на Hulu, де адаптація була погано сприйнята. Кінокритик The Guardian Пітер Бредшоу спеціально проаналізував сценарій фільму, написавши: «Глибокі води» виглядають так, ніби величезна кількість матеріалу була сформована під час редагування, тому існують дивні прогалини та викривлення". Левінсон був виконавчим продюсером фільмів Фрагменти жінки (2020), Поломка (2022), X (2022) та Перл (2022).
29 червня 2021 року Левінсон оголосив, що він буде співавтором, сценаристом і виконавчим продюсером ще одного телевізійного драматичного серіалу HBO Ідол разом зі звукозаписувачем Абелем «The Weeknd» Тесфає та його партнером-продюсером Резою Фахімом. Серіал викликав суперечки після викриття в Rolling Stone, яке містило звинувачення проти Левінсона та Тесфає у створенні токсичного робочого середовища, а члени знімальної групи стверджували, що в сценарії міститься відвертий сексуальний контент, який поєднував «порно з сексуальними тортурами». Прем'єра першого епізоду відбулася на Каннському кінофестивалі у травні 2023 року та викликала негативні відгуки. Критик журналу Time Стефані Захарек написала: «Ідол» прикидається, що викриває експлуатацію, водночас упиваючись нею". Вараєті-критик Пітер Дебрюдж писав про серіал: «Сценарій, здається, розрахований на те, щоб обдурити глядачів, аби вони подумали, що спостерігають за тим, як працює Голлівуд, хоча багато з цього зводиться до безглуздих кліше», і що серіал «постає як огидна чоловіча фантазія». Прем'єра серіалу на Max відбулася 4 червня 2023 року.

## Особисте життя
З 2008 по 2011 рік Левінсон зустрічався з актрисою Елен Баркін . Левінсон одружений на Ешлі Лент Левінсон. У шлюбі народився син.
Левінсон розповідав про свою боротьбу з наркотиками в підлітковому та юнацькому віці.

## Фільмографія

### Фільми
| 2010 | Операція: Фінал | Ні  | Так | Ні  |
| 2011 | Родичі          | Так | Так | Ні  |
| 2018 | Нація убивць    | Так | Так | Ні  |
| 2021 | Малкольм і Марі | Так | Так | Так |
| 2022 | Глибокі води    | Ні  | Так | Ні  |
| TBA  | Hell Naw        | Так | Так | Так |

Виконавчий продюсер
- Фрагменти жінки (2020)
- X (2022)
- Порушення (2022)
- Перл (2022)

#### Акторські ролі
| рік      | Назва                | Роль            |
| -------- | -------------------- | --------------- |
| 1992 рік | Іграшки              | War Room Player |
| 2001 рік | Бандити              | Біллі Сондерс   |
| 2008 рік | Що тільки що сталося | Карл            |
| 2009 рік | Стоїк                | Пітер Томпсон   |

### Телебачення
| 2017 рік   | Маестро брехні | Ні  | Так | Ні  | Ні  | телефільм  |
| 2019–тепер | Ейфорія        | Так | Так | Так | Так | 18 серій   |
| 2022 рік   | Ірма Веп       | Ні  | Ні  | Так | Ні  | мінісеріал |
| 2023 рік   | Ідол           | Так | Так | Так | Так | 6 серій    |

## Критичний прийом
| рік         | Назва                 | Rotten Tomatoes | Metacritic |       |
| Фільм       | Фільм                 | Фільм           | Фільм      | Фільм |
| ----------- | --------------------- | --------------- | ---------- | ----- |
| 2010 рік    | Операція: Фінал       | 40 %            |            |       |
| 2011 рік    | Ще один щасливий день | 46 %            | 46 %       |       |
| 2018 рік    | Нація убивць          | 74 %            | 56 %       |       |
| 2021 рік    | Малкольм і Марі       | 57 %            | 53 %       |       |
| 2022 рік    | Глибокі води          | 36 %            | 53 %       |       |
| телебачення |                       |                 |            |       |
| 2019 рік    | Ейфорія: 1 сезон      | 80 %            | 68 %       |       |
| 2022 рік    | Ейфорія: 2 сезон      | 80 %            | 74 %       |       |
| 2023 рік    | Ідол                  | 25 %            | 24 %       |       |

## Нагороди та відзнаки
| рік      | Нагорода                                  | Категорія                                         | Робота                | Результат | Прим   |
| -------- | ----------------------------------------- | ------------------------------------------------- | --------------------- | --------- | ------ |
| 2011 рік | Санденс 2011                              | Сценарна премія Волдо Солта                       | Ще один щасливий день | Перемога  | [ 34 ] |
| 2011 рік | Санденс 2011                              | Гран-прі журі: драма                              | Ще один щасливий день | Номінація | [ 34 ] |
| 2018 рік | Нагороди Гільдії письменників Америки     | Телебачення: довга форма — адаптована             | Чарівник брехні       | Номінація | [ 34 ] |
| 2018 рік | Міжнародний кінофестиваль у Торонто       | Нагорода глядацьких симпатій: опівнічне безумство | Нація вбивства        | Номінація | [ 34 ] |
| 2020 рік | Телевізійні нагороди Британської академії | Найкраща міжнародна програма                      | Ейфорія               | Номінація | [ 34 ] |
| 2022 рік | Primetime Creative Arts Emmy Awards       | Видатна оригінальна музика та тексти              | Ейфорія               | Номінація | [ 34 ] |
| 2022 рік | Прайм-тайм премії Еммі                    | Видатний драматичний серіал                       | Ейфорія               | Номінація | [ 34 ] |
| 2023 рік | Премія Гільдії режисерів Америки          | Видатна режисура — драматичний серіал             | Ейфорія               | Перемога  |        |